# واين دبليو. وليامز
واين دبليو. وليامز (بالإنجليزية: Wayne W. Williams) هو سياسي أمريكي، ولد في 1963. حزبياً، نشط في الحزب الجمهوري.